# Universitat Pontifícia de Sant Tomàs d'Aquino
La Pontifícia Universitat de Sant Tomás d'Aquino a Roma, comunament coneguda com a Angelicum, és la Universitat dels Dominics a Roma, i una de les més grans i importants universitats pontifícies de la ciutat. Dirigida i administrada per membres de l'Orde dels Predicadors, concentra la tradició teològica dominicana de tot el món.

## Història
La Universitat Pontifícia de Sant Tomás d'Aquino té les seves arrels en el studium conventuale medieval establert el 5 de juny de 1222 en el Convent de Santa Savina a Roma, per l'orde Dominica. Aquest studium va florir als segles següents. El 1265 el capítol d'Agnani va encomanar a Sant Tomàs que donès lliçons en el studium de Roma: “Fr. Thome d'Aquino iniungimus in remissionem peccatorum quod teneat studium Rome, et volumus quod fratribus qui stant secum ad studendum provideatur in necessariis vestimentis a conventibus de quorum predicatione traxerunt originem. Si autem illi studentes inventi fuerint negligents in studio, damus potestatem fr. Thome quod ad conventus suos possit eos remittere” (Acta Capitulorum Provincialium, Provinciae Romanae Ordinis Praedicatorum, 1265, n. 12).).
L'estudi de l'Orde a Roma es va ampliar el 1577 quan Monsenyor Juan Solano, que va ser bisbe de Cuzco al Perú († 14.1.1580), va establir el Col·legi de Sant Tomás en el Convent de la Minerva a Roma, els directors del qual havien de pertànyer o a la província de Roma o a la d'Espanya. El nou Col·legi va ser obert també als alumnes no pertanyents a l'Orde dels dominics. Al capítol general de Roma el 1694 P. Antonio Cloche, Mestre General de l'Orde, va declarar que el Col·legi constituïa el Studium Generale de la província de Roma.
El 26 de maig de 1727 Benet XIII va concedir als estudis majors de l'Ordre i, per tant, també al Col·legi de Sant Tomás, el dret a conferir els graus acadèmics en Teologia als estudiants externs.
Gràcies a la generositat del cardenal Girolamo Casanate († 2.3.1700), el Col·legi de Sant Tomás va ser enriquit amb la fundació de la Biblioteca Casanatense, il·lustre centre d'estudis filosòfico-teològics a Roma.
En 1873 el Col·legi de Sant Tomás va haver d'abandonar la seva seu en el Convent della Minerva i buscar refugi en alguns palaus romans. No obstant això, en 1882 va tenir lloc la fundació de la Facultat de Filosofia i en 1896 la Facultat de Dret canònic.
Gràcies a l'interès del Beat Jacinto M. Cormier, O.P., Mestre general, el 2 de juny de 1906 el Col·legi de Sant Tomás va rebre el títol de pontifici per part de Pius X, a més a més de l'equiparació de les llicenciatures que s'impartien a les de la resta del món.
Per Carta Apostòlica de 8 de novembre i un quirògraf del Summe Pontífex de 17 de novembre de 1908, es va erigir en lloc del Col·legi de Sant Tomás el nou Col·legi Pontifici Angelicum, amb seu en Via Sant Vitale. Aquest es va transferir en 1932 a l'edifici expressament ampliat de l'antic monestir dominic dels Sants Domènec i Sixte.
En 1950 va ser fundat l'Institut d'Espiritualitat, incorporat a la Facultat de Teologia.
En 1952 es va fundar l'Institut de Ciències socials, incorporat a la Facultat de Filosofia i en 1974 va ser elevat al rang de Facultat.
El 7 de març de 1963 Joan XXIII, amb el motu proprio Dominicanus Ordo, va elevar l'Angelicum al rang d'Universitat Pontifícia. Aquesta té una secció ecumènica, incorporada a la Facultat de Teologia, a l'Institut Ecumènic-patrístic, Greco-Bizantí Sant Nicolás, a Bari, dirigit pels pares dominics de la província de Sant Tomás d'Aquino d'Itàlia. El 2 de juliol de 1964, l'Institut superior de ciències religioses per a laics Mater Ecclesiæ, va ser incorporat a la Universitat Pontifícia de Sant Tomás d'Aquino. També moltes altres institucions d'estudis filosòfics i teològics van voler estar unides amb aquesta Universitat.